# Buirac de sastre

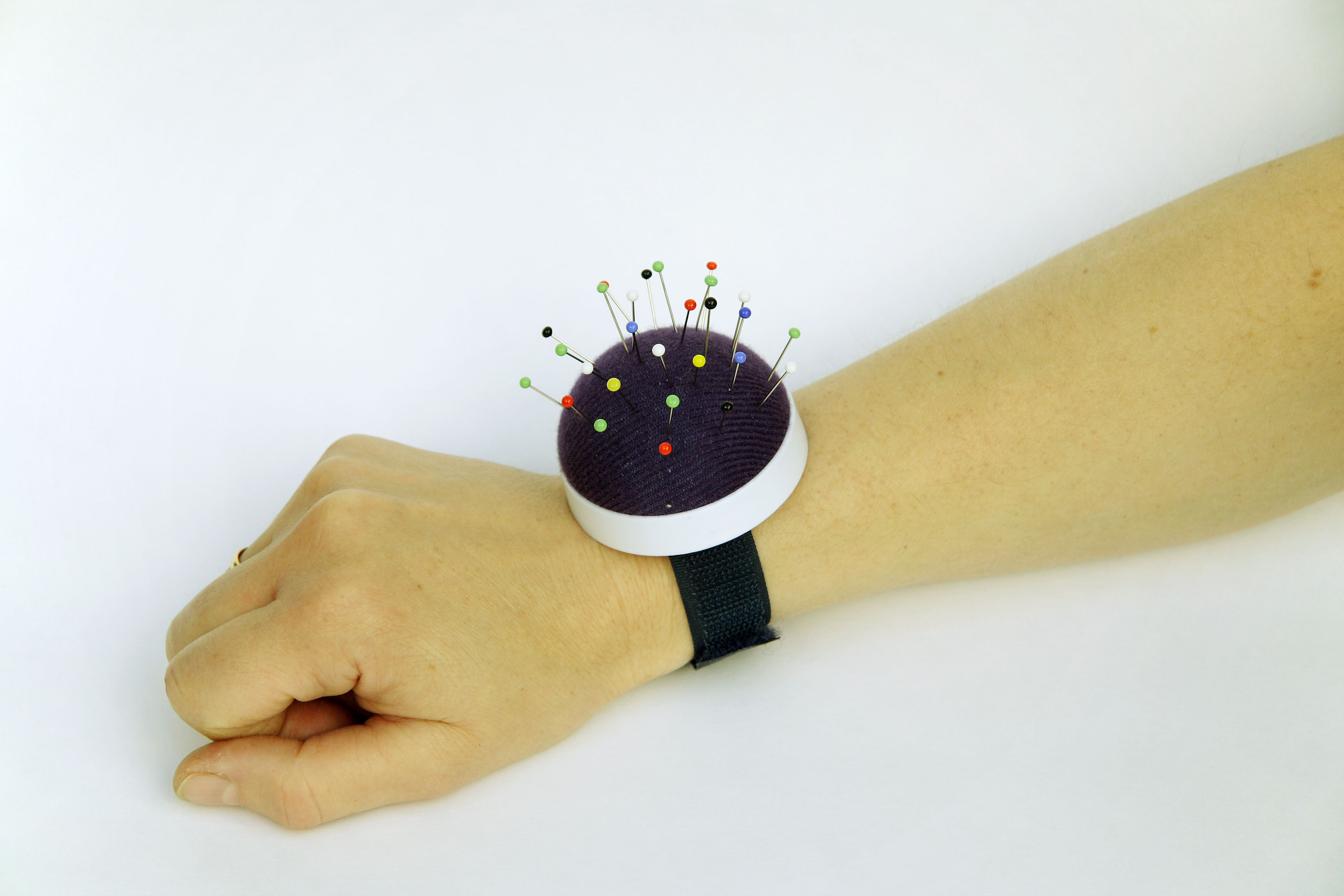
agullers

 Un  buirac de sastre o coixí d'agulles, és un estri que s'empra per a mantenir desades i a mà les agulles de cap i les agulles de cosir utilitzats en les tasques de costura.
El buirac és un coixinet de petites dimensions format per un saquet o bossa de tela amb farciment de buata. A l'ample de la seva superfície es punxen les agulles que s'utilitzen per a cosir de manera que estiguin fàcilment localitzables i preparats per a ser utilitzats.
Es guarda en els cosidors juntament amb altres estris de costura o bé forma part de les seves parets en les quals es troba en el seu encoixinat. També són habituals els agullers amb canellera, útils per sastres i modistes que han de fer el seu treball drets com que posen agulles sobre un maniquí o un client real.
Per la seva senzillesa, els agullers són estris que poden ser elaborats fàcilment de faiçó casolana.